# Hatsune Miku: Project DIVA
Hatsune Miku: Project DIVA (初音ミク プロジェクト ディーヴァ, Hatsune Miku Purojekuto Dīva) Hatsune Miku: Project DIVA és una sèrie de jocs de ritme creats per SEGA i Crypton Future Media per a les consoles de Sony, PlayStation i també un joc amb la consola Nintendo Switch de Nintendo, presentant a l'ídol virtual Hatsune Miku. El primer joc de la saga va sortir al mercat el 2 de juliol de 2009 anomenat Hatsune Miku -Project DIVA- per a la consola PSP, un any més tard va sortir una versió del joc original per a la PlayStation 3 anomenada Dreamy Theater amb nous gràfics "HD" i la versió Arcade que utilitzaba els mateixos models que la versió Dreamy theater. Posteriorment s'han llançat diverses seqüeles, Project DIVA 2nd i Project DIVA extend, més tard es van llançar 2 jocs més per a la consola PlayStation 3 i aquesta vegada també per a la consola PlayStation Vita anomenats Project DIVA F i un temps Project DIVA F2nd, uns anys més tard es va llançar una nova versió d'Arcade anomenada Project Diva Arcade Future Tone, el qual comptava amb noves cançons i millores en els gràfics a diferència de les primeres versió Arcade, més tard es va llançar un nou joc per a la consola PlayStation Vita i aquesta vegada també per a la consola PlayStation 4 anomenat Project DIVA X (amb una variació anomenada Project DIVA XHD el quina només tenia diferència en els gràfics com el seu nom ho indica) més tard es va llançar un nou joc per a la PlayStation 4 que conti gen totes les cançons de les sagues anteriors com del joc per a Nintendo 3DS Project Mirai DX, anomenat Project DIVA Future Tone, aquest com el seu nom ho indica és un port de la versió Arcade Future Tone, temps després, va sortir a la venda una variació d'aquest anomenat Project DIVA Future Tone DX, amb diferència en noves cançons que es van afegir (les quals es poden obtenir per mitjà de DLC per al joc Project DIVA Future Tone). SEGA va anunciar un nou joc que va sortir el 2020 com a desè aniversari de la saga "Project DIVA" per a la consola Nintendo Switch anomenat "Hatsune Miku Project DIVA MEGA39's" (en occident: Project DIVA MegaMix) que inclou el repertori de les cançons més icòniques de les anteriors sagues incloent així 10 cançons noves.

## Jocs
Hatsune Miku Project DIVA
2 de juliol de 2009
Hatsune Miku Project DIVA Arcade
23 de juny de 2010
Hatsune Miku Project DIVA Dreamy Theater
24 de juny de 2010
Hatsune Miku Project DIVA 2nd
29 de juliol de 2010
Hatsune Miku Project DIVA Dreamy Theater 2nd
4 d'agost de 2011
Hatsune Miku Project DIVA extend
10 de novembre de 2011
Hatsune Miku Project DIVA f
30 d'agost de 2012
Hatsune Miku Project DIVA F
7 de març de 2013
Hatsune Miku Project DIVA Dreamy Theater extend
13 de novembre de 2012
Hatsune Miku Project DIVA Arcade Future Tone
21 de novembre de 2013
Hatsune Miku Project DIVA F 2nd
27 de març de 2014
Hatsune Miku Project Mirai DX
11 de setembre de 2015
Hatsune Miku Project DIVA X
24 de març de 2016
Hatsune Miku Project DIVA Future Tone
2016
Hatsune Miku Project DIVA X HD
25 d'agost de 2016
Hatsune Miku Project DIVA Future Tone DX
2017
Hatsune Miku Mega39's
2020
Hatsune Miku MegaMix+ (MegaMix Plus)
2022

## Hatsune Miku: Project DIVA

### Mode de jugar
En el mode de joc es tria una de les cançons disponibles en la qual s'haurà de pressionar els botons, respecte que apareguin seguint el ritme de la cançó; apareixeran en diferents posicions dins de la pantalla els botons que haurà de pressionar al moment, mentre que van apareixent més notes. La qualificació anirà des de "Cool" que és la millor que es pot rebre, quan tens la millor temporització, passant per "Fine", "Safe", "Sad" i "Worst" que és quan no has pressionat el botó a temps i aquest ja ha desaparegut de la pantalla. Basat en el puntatge obtingut durant la cançó s'atorga un rang: "Perfect" quan només obté "Cool" i "Fini", "Excellent" un molt bo, "Great" un bo, "Standard" un normal, "Cheap" quan completa la cançó però amb massa errors i "Miss X take" quan falla la cançó.

### Altres característiques
Project DIVA permet als jugadors triar entre una àmplia llista de personatges, incloent a la Miku en diferents models i vestits, també hi han models que fan referència a jocs de SEGA com Space Channel 5 entre d'altres. Entre tots els personatges estan els VOCALOIDS de la empresa Crypton Future Media entre altres derivats.

### Personatges
- Hatsune Miku (初音ミク - CV01)
- Kagamine Rin i Len (鏡音リン・レン - CV02)
- Megurine Luka (巡音ルカ - CV03)
- Kaito (カイト)
- Meiko (メイコ)
- Yowane Haku (FANLOID)
- Akita Neru (FANLOID)
- Sakine Meiko (FANLOID)
- Hachune Miku (Només en el minijoc dels crèdits)
- Mikudayo (disponible com DLC en Project DIVA F2nd i X)
- Gumi MEGPOID (Només en Project Mirai DX)
- Kasane Teto (Va ser inclosa en Project DIVA extend com un DLC i va seguir apareixent a les següents entregues).

### Llista de cançons (Primer joc)
| Etiqueta | Nom de la canço                         | Lleres i música                   | Interpretada per                                        |
| -------- | --------------------------------------- | --------------------------------- | ------------------------------------------------------- |
| Rosa     | World Is Mine                           | ryo (Supercell)                   | Hatsune Miku                                            |
| Rosa     | The Rebel                               | ryo                               | Hatsune Miku                                            |
| Rosa     | Love Is War                             | ryo                               | Hatsune Miku                                            |
| Rosa     | That One Second Slow Motion             | ryo                               | Hatsune Miku                                            |
| Rosa     | Melt                                    | ryo                               | Hatsune Miku                                            |
| Blau     | Far Away                                | kz (Livetune)                     | Hatsune Miku                                            |
| Blau     | Strobo Nights                           | kz yae                            | Hatsune Miku                                            |
| Blau     | Star Story                              | kz                                | Hatsune Miku                                            |
| Blau     | Last Night, Good Night                  | kz                                | Hatsune Miku                                            |
| Blau     | Packaged                                | kz                                | Hatsune Miku                                            |
| Taronja  | Sweet Drops After the Rain              | OSTER project                     | Hatsune Miku                                            |
| Taronja  | Miracle Paint                           | OSTER project                     | Hatsune Miku                                            |
| Taronja  | Bad Mood Waltz                          | OSTER project                     | Hatsune Miku                                            |
| Taronja  | Marginal                                | OSTER project                     | Hatsune Miku                                            |
| Taronja  | Dreaming Leaf -Dreaming Words-          | OSTER project                     | Hatsune Miku                                            |
| Groc     | Songs of Wastelands, Forests, and Magic | Travolta                          | Hatsune Miku Kagamine Len Kagamine Rin (Individualment) |
| Groc     | White Dove                              | Hadano-P                          | Hatsune Miku                                            |
| Groc     | moon                                    | iroha(Sasaki)                     | Miku                                                    |
| Groc     | Beware of Miku Miku Bacteria♪           | Hayaya-P                          | Hatsune Miku                                            |
| Groc     | Songs of Life                           | Travolta                          | Hatsune Miku Kagamine Len Kagamine Rin (Individualment) |
| Blau cel | The secret garden                       | Aki Hata Satoru Kōsaki Otomania   | Hatsune Miku                                            |
| Blau cel | Dear cocoa girls                        | Aki Hata Satoru Kōsaki Deadball-P | Hatsune Miku                                            |
| Blau cel | Velvet Arabesque                        | Aki Hata Koichi Namiki Yasuo-P    | Hatsune Miku                                            |
| Blau cel | Updating Your Love List?                | Aki Hata Koichi Namiki Otomania   | Hatsune Miku                                            |
| Blau cel | Rain of Cherry Blossoms -standard edit- | Haruyoshi “halyosy” Mori absorb   | Hatsune Miku                                            |
| Blanc    | VOC@LOID in Love                        | OSTER project                     | Hatsune Miku                                            |
| Blanc    | levan Polkka                            | Otomania                          | Hatsune Miku                                            |
| Blanc    | Your Diva                               | azuma                             | Hatsune Miku                                            |
| Blanc    | Electric Angel                          | Yasuo                             | Hatsune Miku                                            |
| Blanc    | The Disappearance of Hatsune Miku       | cosMo@BousouP                     | Hatsune Miku                                            |
| Blanc    | Kogane no Seiya Sousetsu ni Kuchite     | Deadball P                        | Hatsune Miku                                            |
| Blanc    | Miku Miku ni Shite Ageru♪ (Shite Yanyo) | ika_mo                            | Hatsune Miku                                            |
| -        | Rin Rin Rintte Shitekurin♪              | -                                 | - Kagamine Rin                                          |
| -        | Cool-[Len] Love Song                    | -                                 | - Kagamine Len                                          |
| -        | Double Lariat                           | Ago-anikiP                        | - Luka megurine                                         |
| -        | Thousand Year Solo                      | -                                 | -                                                       |
| -        | Oblivion in My Heart                    | -                                 | -                                                       |
| -        | Soar                                    | -                                 | -                                                       |
| -        | Saihate                                 | Kobayashi Onyx                    | -                                                       |
| -        | SETSUNA                                 | -                                 | -                                                       |
| -        | Sunset Nostalgic - remix -              | -                                 | -                                                       |
| -        | Love it -Radio Edit                     | -                                 | - Hatsune Miku                                          |
| -        | Can You Hear It...                      | -                                 | -                                                       |
| -        | Shooting Star Prologue                  | -                                 | -                                                       |
| -        | Tell Me!! The Magical Lyrics            | -                                 | - Hatsune Miku & Kagamine Len                           |
| -        | starise                                 | -                                 | -                                                       |

- Les cançons en gris solo es poden escoltar a la sala Miku i són inaccessibles durant el joc normal.

### DLC
S'han llançat dos DLCs per al primer joc. El primer DLC conté cançons de Hatsune Miku. El segon DLC conté cançons de Kagamine Rin, Kagamine Len i Megurine Luka.
DLC #1 - 『ミクうた、おかわり』 (Miku Uta Okaeri)
- A la venda a la Botiga Playstation des del dia 25 de març de 2010 per 2000 yen.
- 1 cançons noves cantades per Hatsune Miku, amb l'opció de decarga MP3.
- Vídeos musicals CG per a les 123 cançons.
- Noves imatges durant la càrrega del joc.
- Un minijoc de "Hello Planet" orientat al Kagamine Len.
- La llista de cançons també es pot transferir entre els jocs de Xbox i Xbox 360.

VOLUM #2 - 『もっとおかわり、リン・レン ルカ』 (Motto Okaeri, Rin, Len, Luka)